# Agnes Waldstein
Agnes Waldstein (geboren 3. Mai 1900 in Halle/Saale; gestorben 18. August 1961 in Möttlingen) war eine deutsche Kunsthistorikerin und judenchristliche Aktivistin.

## Leben
Agnes Waldstein war eine Tochter des Lehrers Paul Waldstein und der Cora Wehl. Sie besuchte in Halle das Lyceum und machte 1919 das Abitur. Sie studierte Kunstgeschichte, Germanistik und Geschichte in Halle, Freiburg, München und Heidelberg und wurde 1928 in Heidelberg mit einer Dissertation über Albrecht Dürer bei Carl Neumann promoviert. Das Studium musste sie aus wirtschaftlichen Gründen unterbrechen und arbeitete 1921/22 als Büroangestellte beim Badischen Oberrat der Israeliten in Karlsruhe. Waldstein war bis 1933 als freie wissenschaftliche Mitarbeiterin am Folkwangmuseum in Essen beschäftigt und arbeitete an einem Bestandskatalog. Nach der Machtübergabe an die Nationalsozialisten 1933 wurde ihre Beschäftigung aus rassistischen Gründen beendet.
Waldstein emigrierte 1937 nach London und ist unter den Gründern der judenchristlichen Gemeinschaft, die von Abram Poljak, Pauline Rose und Albert von Springer ins Leben gerufen wurde. Diese Gemeinschaft ging später in der Reichsbruderschaft Jesu Christi auf. Waldstein hielt sich 1951 bei der Gemeinschaft in Jerusalem auf. Waldstein publizierte zwischen 1949 und 1957 Beiträge im Jahrbuch The Jewish Christian Community (Judenchristliche Gemeinde) und 1958 im Patmos-Verlag Möttlingen das Buch Die Feste der Bibel.
Sie starb 1961 an einer schweren Krankheit. Sie ist auf dem Friedhof in Möttlingen beerdigt.

## Schriften (Auswahl)
- Die Grüne Passion : Ein Beitrag zu Dürers Stilentwicklung. Essen, 1928 Heidelberg, Phil. Diss., 1928
- Museum Folkwang. Band 1, Moderne Kunst – Malerei, Plastik, Grafik, bearbeitet von Dr. Agnes Waldstein. Essen : Museum Folkwang, 1983 (1929)
- Das Industriebild : Vom Werden einer neuen Kunst. Berlin : Furche-Kunstverlag, 1929
- Six modern English water-colourists. Manchester : University of Manchester, 1935
- Die Feste der Bibel. Möttlingen : Patmos, 1958